# Зеттабайт
Зеттаба́йт (англ. zettabyte) (Збайт, ЗБ) — единица измерения количества информации, равная 1021 (секстиллион) байт.
Основной документ Международной системы единиц «Брошюра СИ» рекомендует использовать приставку «зетта-» только для обозначения 1021, а для величины 270 байт применять наименование зебибайт, введённое Международной электротехнической комиссией.

## Международная электротехническая комиссия
Название «зеттабайт» широко используется, но при этом не принято ни Генеральными конференциями по мерам и весам, ни Международным бюро мер и весов. Тем не менее, в документе «Брошюра СИ» указано, что не рекомендуется  использовать приставку «зетта-» для обозначения двоичных величин (270), а в случае необходимости рекомендуется использовать наименование зебибайт. В СИ зетта- означает умножение на 1021.
По предложению Международной электротехнической комиссии, правильной для 270 является двоичная приставка зеби-. 1 зеттабайт — это миллиард терабайтов.

## Использование
- Общий объём цифровой информации, созданный человечеством в 2006 году, составил 0,16 зеттабайт. По прогнозу компании IDC 2007 года ожидалось увеличение этого значения в шесть раз к началу 2010 года (то есть до 1 Зб), а к началу 2011 — до 1,8 Зб[4].
- В июле-сентябре 2011 года корпорация ICANN провела масштабное исследование, целью которого было выявление абсолютного количества всей существующей информации в мире, в том числе и абсолютно идентичных файлов, скопированных на разные источники. По результатам исследования, на сентябрь 2011 года в мире насчитывалось порядка 2,56 зеттабайта информации. То же исследование высказало прогноз, что к концу XXI века количество информации будет равно 4,22 йоттабайта[5]. Проведённое исследование показало, что темпы роста объёмов информации были сильно недооценены.
- На май 2015 года общее количество оцифрованной информации в мире превышает 6,5 зеттабайт, а к концу 2015 года составит 8 зеттабайт[6].
- Объем интернет-трафика в 2016 году перешёл отметку в 1 зеттабайт. По прогнозу компании Cisco удвоение этого объема должно было произойти в 2019 году.[7]
- Объем общемировых данных вырастет с 33 зеттабайт в 2018 году до 175 в 2025. [8]